# Gomadingen
Gomadingen là một thị xã nằm ở huyện Reutlingen, thuộc bang Baden-Württemberg, Đức. 